# Семёновская волость (Калязинский уезд)
Семёновская волость — административно-территориальная единица в составе Калязинского уезда Тверской губернии и Ленинского уезда Московской губернии Российской империи и РСФСР. Существовала до 1929 года. Центром волости была деревня Разорёно-Семёновское, в дальнейшем (в составе Московской губернии РСФСР) центр перенесён в село Николо-Кропотки.
По данным 1888 года к Семёновской волости Калязинского уезда Тверской губернии относилось 38 селений, крупнейшими из которых были сёла Николо-Кропотки и Большое Семёновское, деревни Измайлово и Разорёно-Семёновское. Средняя величина семьи составляла 5,4 человека, на каждую приходилось 11,5 десятин землевладения.
Площадь территории волости составляла 244 квадратные вёрсты, абсолютное число жителей — 7582 человека.
Постановлением президиума ВЦИК от 15 августа 1921 года Семёновская волость была включена в состав образованного Ленинского уезда Московской губернии.
В 1923 году в волости было 14 сельсоветов: Акуловский, Апсаревский, Бибиковский, Бородинский, Буртаковский, Бучевский, Горский, Ермолинский, Измайловский, Лозынинский, Николо-Кропоткинский, Павловский, Свято-Семёновский и Семёновский.
Постановлением президиума Моссовета от 31 марта 1924 года к волости была присоединена Михайловская волость Переяславского уезда Владимирской губернии.
По материалам Всесоюзной переписи 1926 года численность населения 66 населённых пунктов волости составила 8798 человек (3955 мужчин, 4843 женщины), насчитывалось 1965 хозяйств, среди которых 1735 крестьянских. В селениях Акулово, Артемьево, Буртаки, Бучево, Горки, Измайлово, Разорёно-Семёновское, Свято-Семёновское и Николо-Кропотки имелись школы 1-й ступени, в последнем также располагались волостной исполнительный комитет, библиотека, изба-читальня и врачебный пункт.
В ходе реформы административно-территориального деления СССР в 1929 году Семёновская волость была упразднена, а её территория разделена между Константиновским и Ленинским районами Кимрского округа Московской области, на тот момент после реорганизации в волости было 10 сельсоветов: Апсаревский, Бибиковский, Бучевский, Гор-Пневицкий, Дмитровский, Измайловский, Николо-Кропоткинский, Полумихалёвский, Разорёно-Семёновский и Семягинский.